# Abu Hurajk
Abu Hurajk (arab. أبو حريق) – wieś w Syrii, w muhafazie Hama. W 2004 roku liczyła 533 mieszkańców.